# Tokyo Express
Tokyo Express var det namn som gavs av de allierade styrkorna till användningen av kejserliga japanska flottans fartyg som på natten levererade personal, förnödenheter och utrustning till japanska styrkor som verkade i och kring Nya Guinea och Salomonöarna i stillahavskriget under andra världskriget. Taktiken involverade lastning av personal eller förnödenheter på ubåtar och snabba krigsfartyg (till exempel jagare), och med hjälp av krigsfartygens hastighetsförmåga kunna leverera personal eller förnödenheter till önskad plats och återgå till den ursprungliga basen på en enda natt så allierade flygplan inte kunde genskjuta dem under dagen.

## Namnet
Det ursprungliga namnet på förnödenhetsuppdraget var "Cactus Express" som myntades av allierade styrkor på Guadalcanal genom användning av kodnamnet för Guadalcanaloperationen. Efter amerikanska pressen börjadt hänvisa till den som "Tokyo Express", uppenbarligen för att bevara operationssäkerheten för kodordet "Cactus", började allierade styrkor också använda denna fras i stället för "Cactus Express". Japanerna kallade nattuppdragen för "Råttransporten" (鼠輸送 nezumi yusō?), eftersom de ägde rum på natten.

## Organisation och historia
Råttransporten var nödvändig för de japanska styrkorna på grund av de allierades luftherravälde i södra Stilla havet som etablerades strax efter den allierade landstigningen på Guadalcanal och Henderson Field inledde sin verksamhet som "Cactus Air Force" i augusti 1942. Leverans av trupper och material av långsamtgående transportfartyg till japanska styrkor på Guadalcanal och Nya Guinea visade sig snart alltför sårbara för luftattacker på dagen. Således auktoriserad japanska kombinerade flottans befälhavare, amiral Isoroku Yamamoto, användningen av snabbare krigsfartyg på natten för att göra leveranserna när hotet om upptäckt var mycket mindre och risken för luftangrepp var minimala.
Tokyo Express började strax efter slaget om Savo Island i augusti 1942 och fortsatte till slutet av slaget om Salomonöarna när en av de sista stora turerna hindrades och förstördes nästan helt i slaget vid Kap St. George den 26 november 1943. Eftersom de snabba jagarna som normalt användes inte var utrustade för lasthantering släpptes många levererar helt enkelt ner i vattnet, inneslutna i ståltunnor ihopbundna med snören som flöt iland eller plockades upp av pråmar. En vanlig kväll i december resulterade i att 1500 tunnor rullades ut i havet, bara 300 återhämtades.
De flesta av krigsfartygen som användes för Tokyo Express-uppdrag kom från den 8:e flottan, baserad vid Rabaul och Bougainville. Även fartyg från kombinerad flottans enheter baserade vid Truk användes ofta tillfälligt i Express-uppdrag. Formationen av krigsfartyg som tilldelades Express-uppdrag var ofta formellt utsedda som förstärkningsenheten, men storleken och sammansättningen av denna enhet varierade från uppdrag till uppdrag.

## John F. Kennedy ochPT-109
John F. Kennedys motortorpedbåt PT-109 gick förlorad i ett "dåligt planerat och okoordinerat" anfall mot Tokyo Express. 15 PT-båtar med 60 torpeder registrerade inte en enda träff, än mindre sänkte något fiendefartyg. PT-109 rammades av en jagare som återvände från sitt försörjningsuppdrag färdades i 30 knops hastighet utan lyse.

## Slutet
För att beteckna den slutgiltiga segern över japanerna på Guadalcanal, signalerade general Alexander Patch, befälhavare för markstyrkorna på ön, sin överordnade, amiral William Halsey, Jr., att "Tokyo Express har inte längre Guadalcanal som ändstation".